# Tunnel sous la Dérivation
Le tunnel sous la Dérivation est un tunnel sous-fluvial pour la circulation routière situé dans la ville belge de Liège. Il passe sous la Dérivation, un bras de la Meuse large de 57 m à cet endroit. Il a été inauguré à la fin des années 1970.

## Situation
Ce tunnel permet une circulation routière à sens unique depuis le quartier du Longdoz à l'est vers celui de la Boverie à l'ouest. Deux artères mènent à l'entrée du tunnel. Il s'agit du boulevard Raymond Poincaré (route nationale 30 Bastogne-Liège) et du quai Mativa. Ces deux voiries se rejoignent au début du tunnel. La sortie du tunnel conduit au pont Albert Ier franchissant la Meuse 150 m plus loin. 
Le tunnel se situe entre le pont des Vennes et le pont de Huy et passe sous le quai Mozart.

## Description

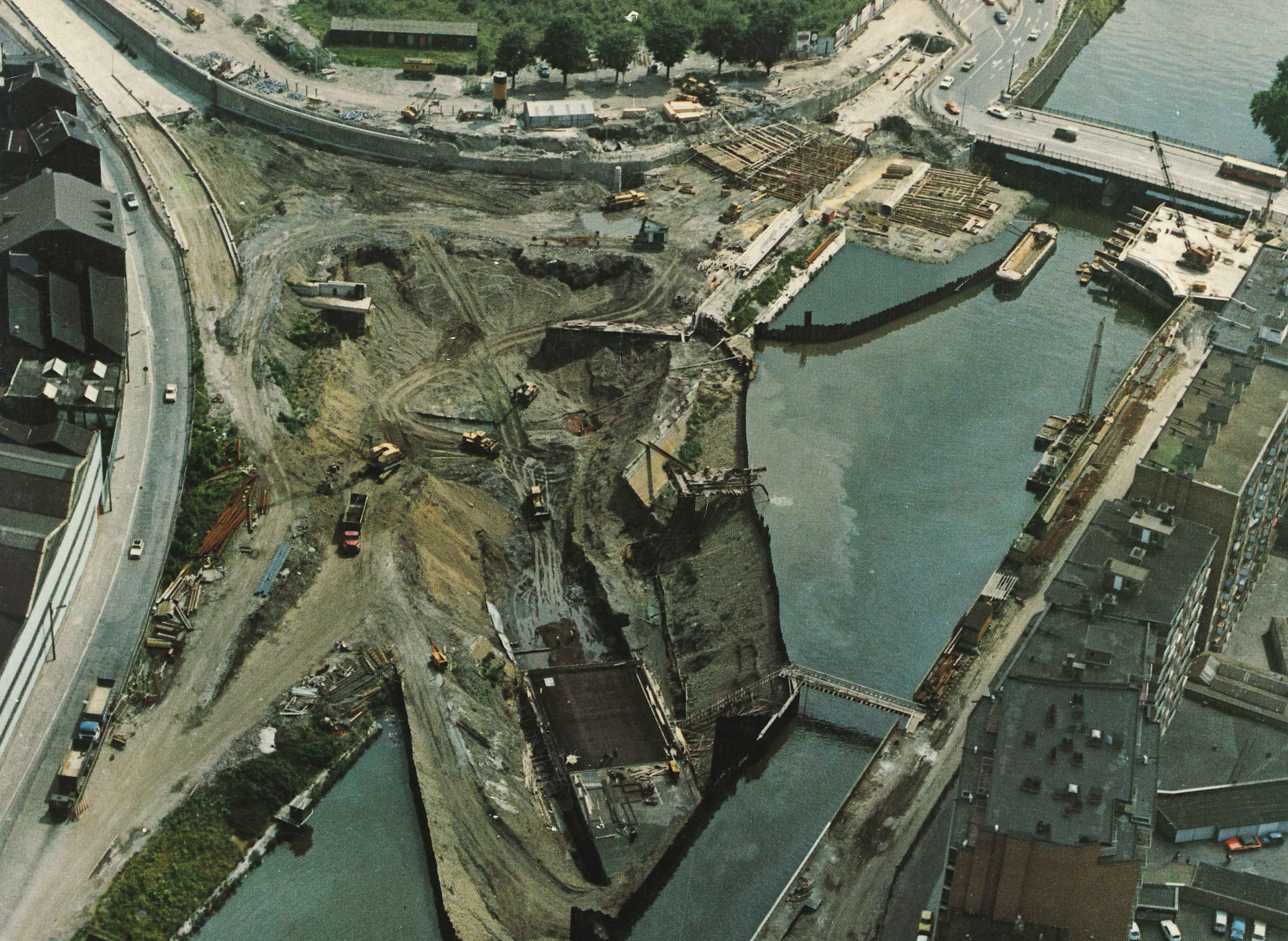
Vue aérienne des travaux dans les années 1976-1977.

Le tunnel sous la Dérivation a une longueur d'environ 400 m et est interdit aux véhicules d'une hauteur supérieure à 3,5 m. Le tunnel passe sous la Dérivation, imprime ensuite une courbe à droite avant de marquer une seconde courbe à gauche.